# كنياغينينو
كنياغينينو (بالروسية: Княгинино) هي إحدى مدن روسيا في الكيان الفدرالي الروسي نيزني نوفغورود أوبلاست.

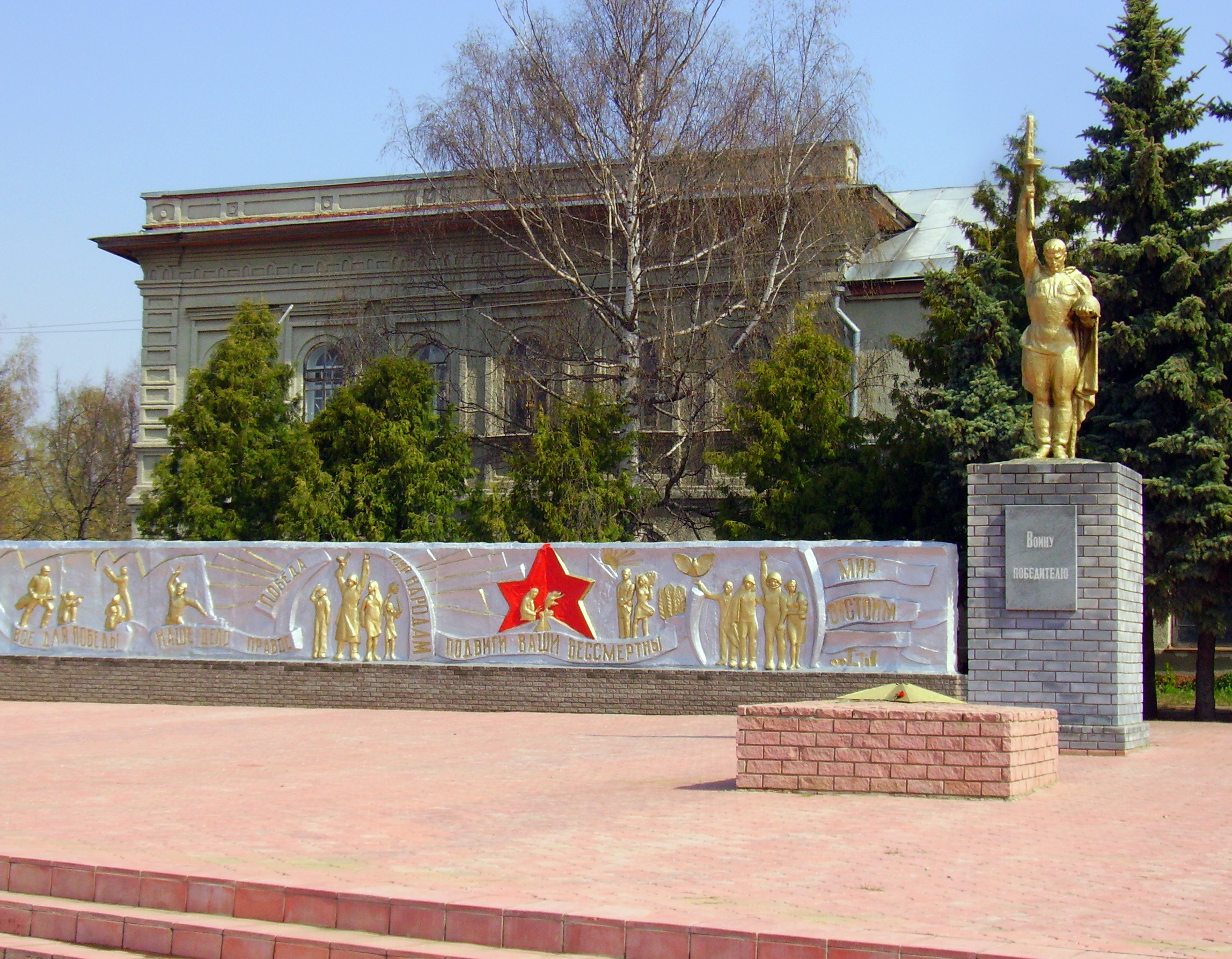
Memorial to Soviet Soldiers of WWII
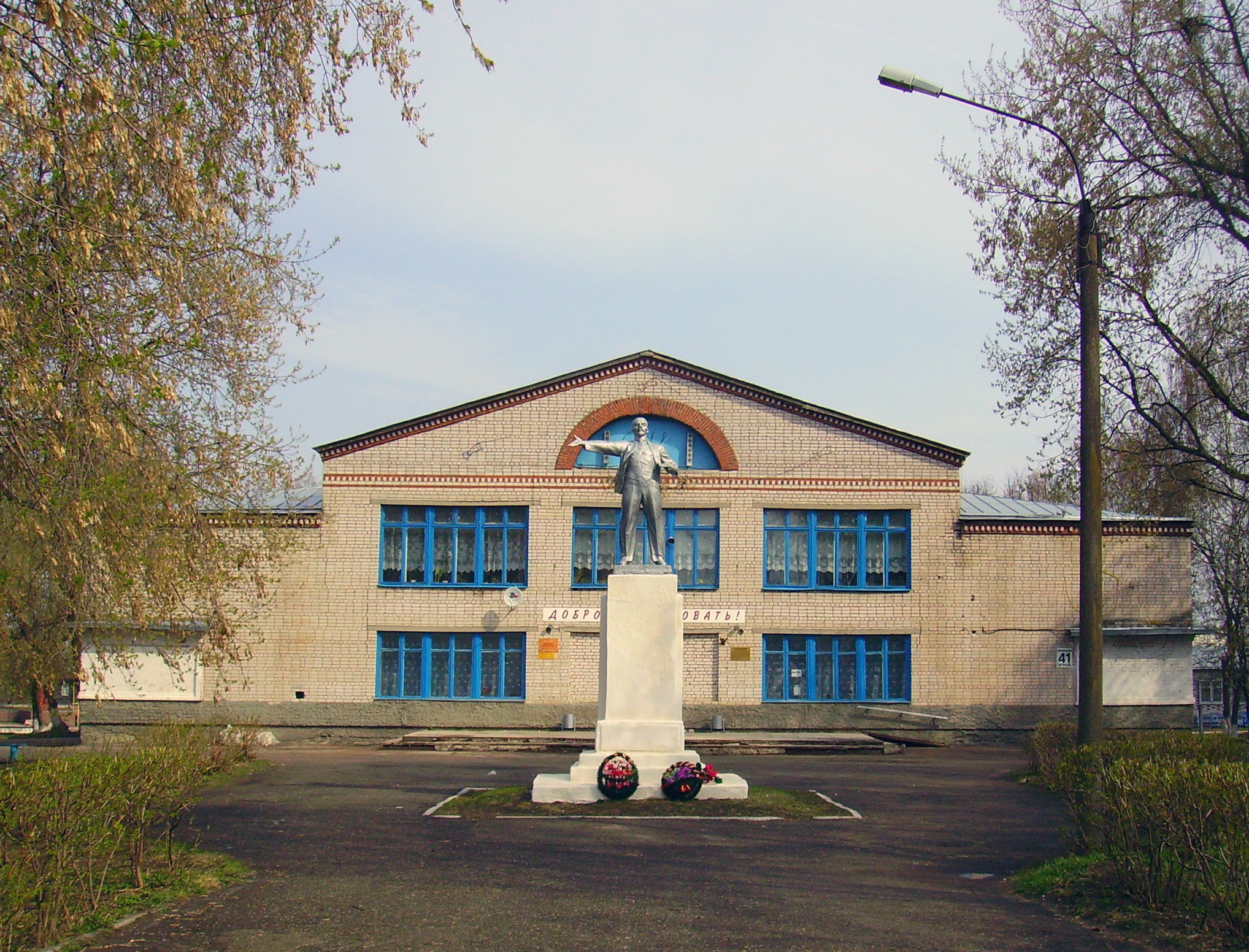
Near Town Palace of Culture
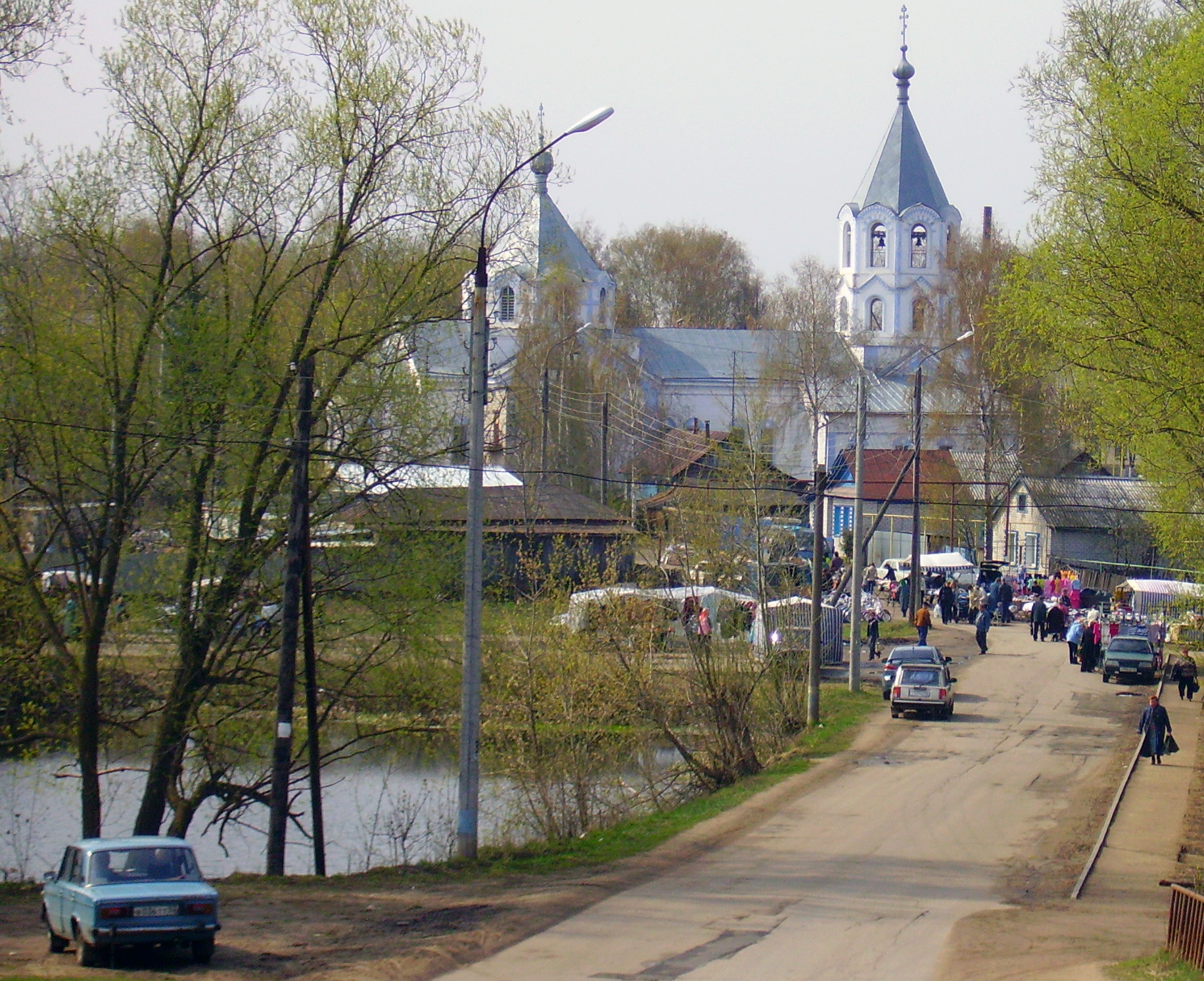
Town Week-End Market
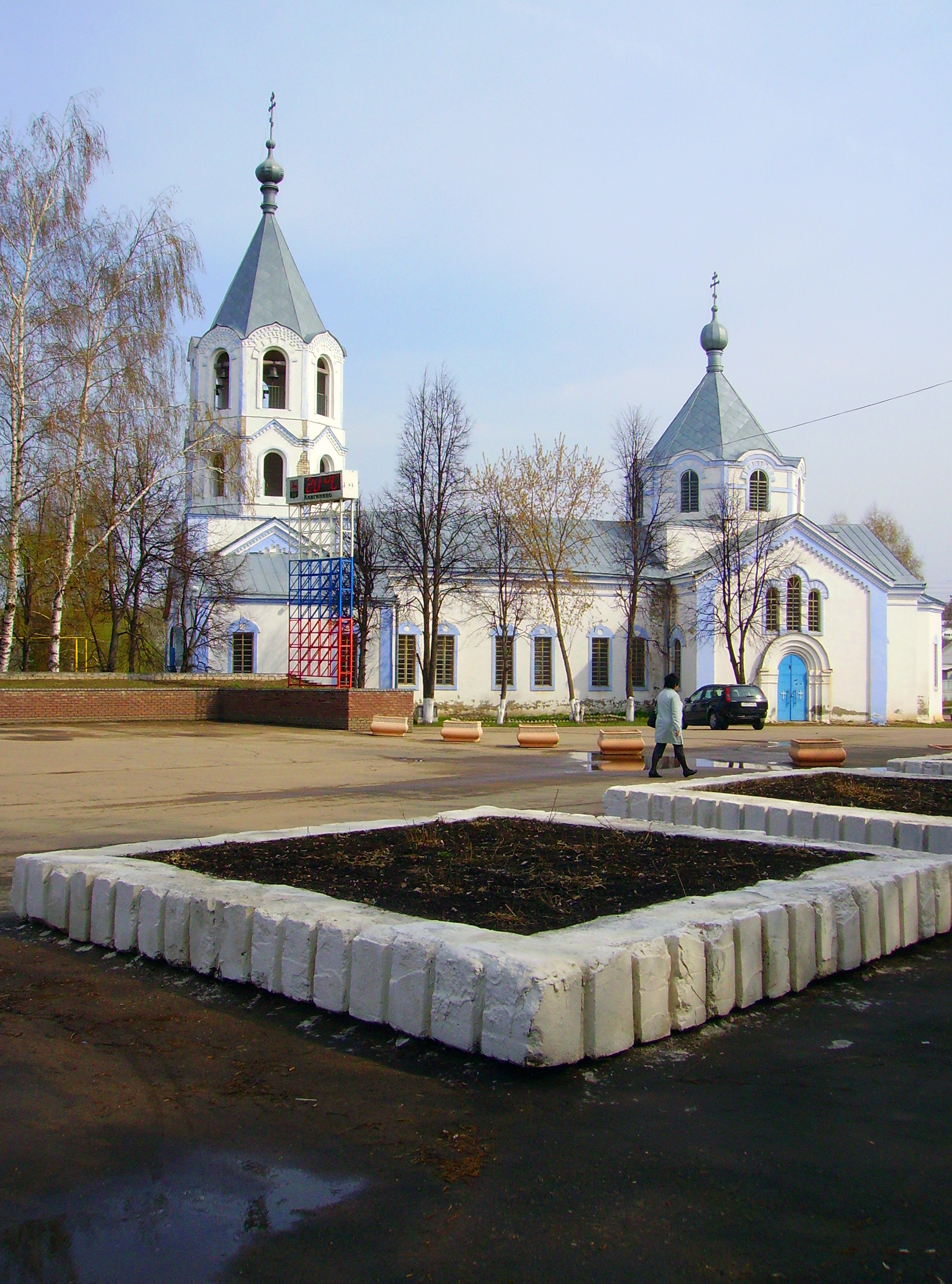
Uspenskaya Church
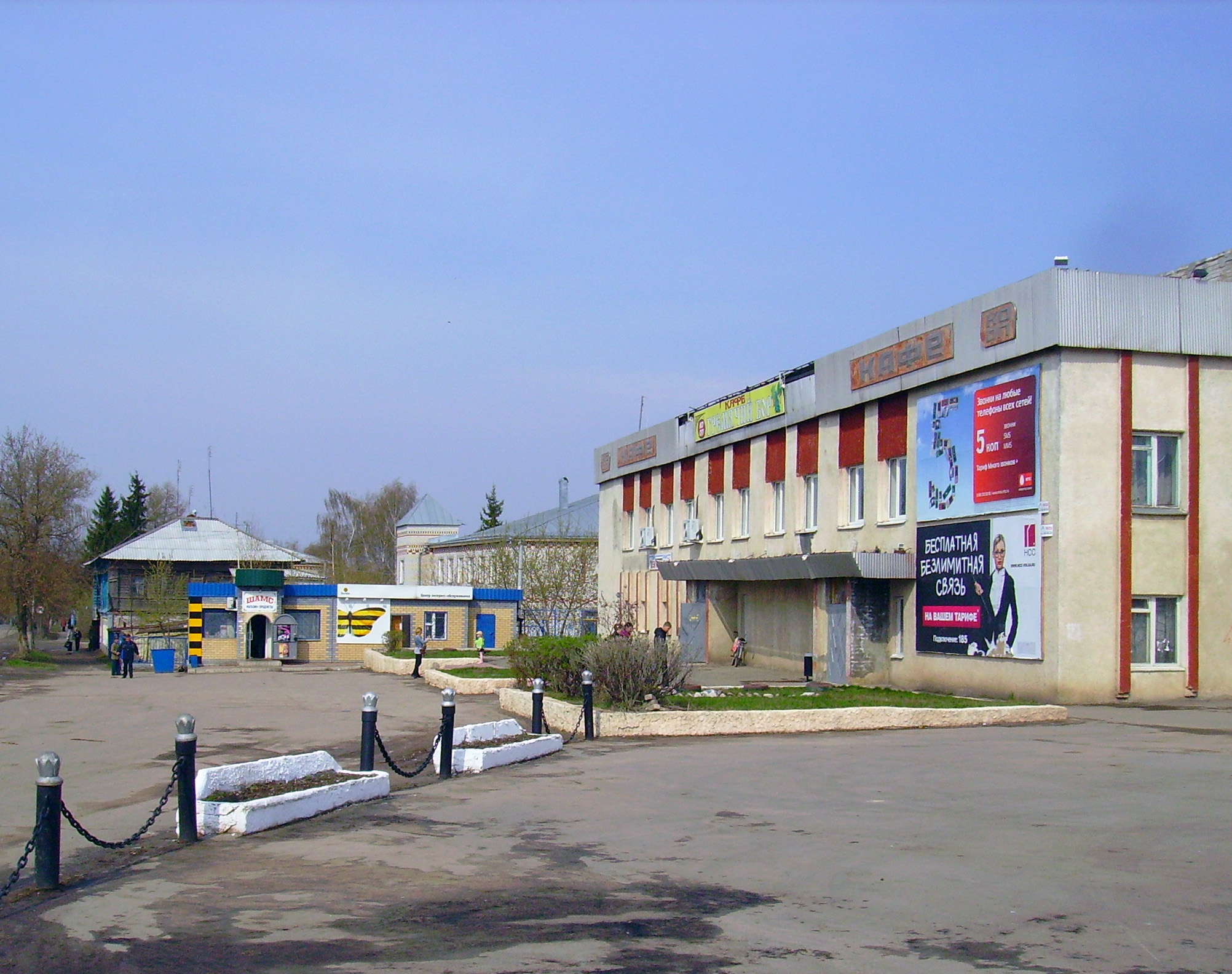
At downtown
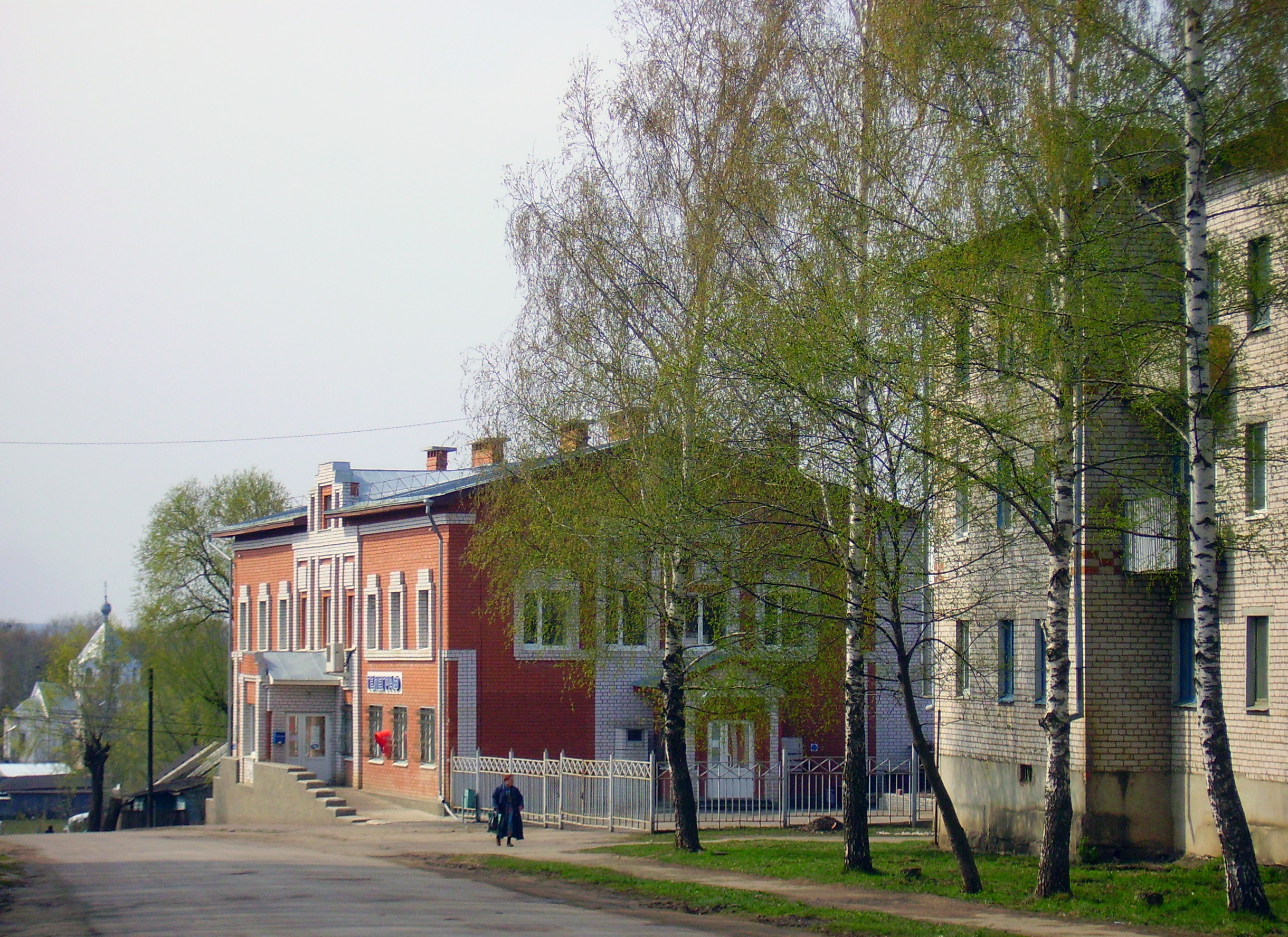
Spring day at Sovetsky Lane